# Финала конференција (НХЛ)
Конференцијска финала Националне хокејашке лиге (НХЛ) су трећа рунда Стенли куп плејофа, односно финала Источне конференције и финала Западне конференције лиге. Финала конференција се играју на четири добијене утакмице (бољи у седам мечева). Победник Источне конференције добија трофеј Принца од Велса а победник Запада Кларенс Кемпбелов трофеј. Шампиони конференција састају се у финалној серији купа у борби за Стенлијев трофеј.

## Историја
Пре сезоне 1967/68. НХЛ је имао само једну дивизију. Од 1967/68. па до 1973/74. постојале су две дивизије - Источна и Западна. Од сезоне 1974/75. ове две дивизије су преименоване у конференције Принц од Велса и Кларенс Кемпбел. У то време дивизије и конференцију нису биле подложне географским аспектима Северне америке.
Од сезоне 1981/82. конференције и плејоф су преуређени. НХЛ је желела да смањи трошкове путовања суочена са слабом економијом у земљи и високим ценама енергената. Регуларна сезона и плејоф су прилагођени тако да приоритизују мечеве међу учесницима исте дивизије. Тек од 1993/94. имена конференција су промењена тако да рефлектују географску област. Са доласком тада новог комесара НХЛ-а Герија Бетмена структура лиге је промењена како би се помогло људима који још увек нису упознали хокеј да лакше разумеју организиацију - по узору на НБА лигу која је користила географске области у називима својих дивизија и конференција, и НФЛ и МЛБ који су такође користили географске одреднице код имена својих дивизија. У сваком случају, Кемпбелова конференција је постала Западна конференција а Велсова конференција Источна. Победници Источне и Западне конференције добијали су трофеј Принца од Велса и Кларенс С. Кемпбела.

### Традиција
Једна од традиција у НХЛ-у (или боље речено сујеверје) је опстала до данас а то је да ни један играч не сме додирнути Стенлијев трофеј све док се куп не освоји. Такође, огромна већина играча не додирују ни трофеј конференцијског шампиона (Принц од Велса и Кларенс Кемпбелов трофеј) када их освоје јер верују да је то лоша срећа пред последњу и најважнију серију и једини прави циљ је освајање и подизање Стенлијевог трофеја.
Како било, Стефан Мато из Њујорк ренџерса је признао да је 1994. године додирнуо Велсов трофеј врхом палице пре продужетка седме утакмице у финалу Источне конференције. Он је касније постигао победоносни гол у другом продужетку против девилса и донео свом тиму титулу шампиона Истока. Након те утакмице, Марк Месије, капитен ренџера, подигао је трофеј Принца од Велса. На другој страни, исто је учинио и капитен канакса Тревор Линден који је подигао Кемпбелов трофеј након победе у финалу Западне конференције. Ренџери су те године победом над Ванкувером од 4-3 освојили Стенли куп.
Скат Стивенс и Мартин Бродоер су подигли трофеј победника конференције 2000. године након што су Њу Џерзи девилси после заостатка од 3-1 у серији успели да савладају Филаделфију са 4-3. Девилси су касније у финалу савладали играче Даласа, који су додирнули али нису подигли трофеј шампиона Запада. Стивенс је поново додирнуо трофеј и 2003. године након победе над Отавом од 4-3. Девилси су овога пута у Стенли куп финалу били бољи од Анахајма (4-3).
2002. године Каролина харикенси подигли су Велсов трофеј након освајања конференцијске титуле. Харикенси су изгубили у финалу купа од Детроит ред вингса са 4-1. Стив Ајзермен, капитен ред вингса у време освајања купа 1997, 1998 и 2002. године је сваки пут подизао Кемпбелов трофеј на одушевљење домаћих навијача у Џо Луис арени.
Сујеверје се показало оправданим 2004. године када је Жаром Игинла из Калгари флејмса подигао Кемпбелов трофеј док је Дејв Андрејчук из Тампа Беја одбио да додирне Велсов трофеј. Лајтнингси су освојили куп победом од 4-3 у серији. 2007. године, Данијел Алфредсон и Вејд Реден из Отава сенаторса су подигли Велсов трофеј док капитен Анахајма Скат Нидермајер није ни приближавао Кемпбелу. Патке су освојиле куп након пет утакмица. За разлику од Стива Ајзермена, наследник његове капитенске траке у екипи Детроита, Никлас Лидстром није дирао конференцијски трофеј на путу ка освајању купа 2008. године. Скат Стивенс је дизао трофеј Принца од Велса у два наврата за девилсе када су освајали куп 1995. и 2003. године. 2009. године, Сидни Крозби и остатак екипе Питсбург пенгвинса носили су и сликали су се са Велсовим трофејом пре него што су освојили куп. Након финала Источне конференције 2010. године капитен Филаделфија флајерса Мајк Ричардс је подигао Велсов трофеј док Џонатан Тејвс из Чикаго блекхокса није дирао Кемпбел боул. Чикаго је савладао Филаделфију са 4-2 и освојио Стенли куп те године.
2012. године капитен кингса Дастин Браун и остатак тима нису желели да додирују Кемпбелов трофеј накој победе у финалу конференције над Финикс којотсима. Екипа није чак ни понела трофеј са собом у авион који их је враћао за Лос Анђелес. Уместо њих, председник клуба је довезо трофеј својим камионетом из Финикса и показао га навијачима клуба који су се били окупили на аеродрому у Лос Анђелесу да дочекају своју екипу и пруже им подршку пред велико финале у коме су кингси касније стигли до свог првог купа (победили девилсе са 4-2). Насупрот овоме, кингси су 1993. године, након победе над Торонтом у седам утакмица, изборили своје прво финале купа у историји клуба а Вејн Грецки и остатак екипе су славили са Кемпбеловим трофејом. Екипа није успела да освоји куп пошто су поражени од Монтреала са 4-1 (уз три пораза у продужетку).
После седме утакмице финала Запада 2015. године против Анахајм дакса, Чикаго блекхокси су се сликали са Кемпбеловим трофејом у Хонда центру у Анахајму. Блекхокси су касније савладали Тампу са 4-2 и узели куп.

## Kонференција Принц од Велса (од 1982. до 1993)
| Година | Шампион                | Финалиста            | Резултат |
| ------ | ---------------------- | -------------------- | -------- |
| 1982   | Торонто мејпл лифси *  | Детроит ред вингси   | 4-2      |
| 1983   | Њујорк ренџерси *      | Бостон бруинси       | 4-1      |
| 1984   | Монтреал канадијанси   | Хартфорд Вхалерс     | 4-1      |
| 1985   | Минесота норт старси   | Хартфорд Вхалерс     | 4-3      |
| 1986   | Монтреал канадијанси * | Вашингтон капиталси  | 4-1      |
| 1987   | Њујорк ренџерси        | Хартфорд Вхалерс     | 4-0      |
| 1988   | Лос Анђелес кингси     | Њујорк ренџерси      | 4-3      |
| 1989   | Бостон бруинси         | Лос Анђелес кингси   | 4-3      |
| 1990   | Бостон бруинси         | Монтреал канадијанси | 4-0      |
| 1991   | Њујорк ренџерси *      | Њујорк ајлендерси    | 4-3      |
| 1992   | Вашингтон капиталси *  | Питсбург пенгвинси   | 4-2      |
| 1993   | Питсбург пенгвинси *   | Бафало сејберси      | 4-2      |

(звездица десно од имена шампиона означава освајача Стенли купа за ту годину)

## Источна конференција (од 1994)
| Година | Шампион                                  | Финалиста                                | Резултат                                 |
| ------ | ---------------------------------------- | ---------------------------------------- | ---------------------------------------- |
| 1994   | Питсбург пенгвинси *                     | Филаделфија флајерси                     | 4-3                                      |
| 1995   | Хартфорд Вхалерс *                       | Вашингтон капиталси                      | 4-3                                      |
| 1996   | Њујорк ренџерси                          | Филаделфија флајерси                     | 4-2                                      |
| 1997   | Флорида пантерси                         | Хартфорд Вхалерс                         | 4-0                                      |
| 1998   | Бостон бруинси                           | Филаделфија флајерси                     | 4-2                                      |
| 1999   | Њу Џерзи девилси                         | Торонто мејпл лифси                      | 4-0                                      |
| 2000   | Њу Џерзи девилси *                       | Бафало сејберси                          | 4-0                                      |
| 2001   | Флорида пантерси                         | Њу Џерзи девилси                         | 4-1                                      |
| 2002   | Каролина харикенси                       | Флорида пантерси                         | 4-2                                      |
| 2003   | Каролина харикенси *                     | Њујорк ренџерси                          | 4-2                                      |
| 2004   | Питсбург пенгвинси *                     | Отава сенаторси                          | 4-1                                      |
| 2005   | Сезона је отказана због локаута у НХЛ-у. | Сезона је отказана због локаута у НХЛ-у. | Сезона је отказана због локаута у НХЛ-у. |
| 2006   | Бафало сејберси *                        | Њу Џерзи девилси                         | 4-0                                      |
| 2007   | Њу Џерзи девилси                         | Каролина харикенси                       | 4-1                                      |
| 2008   | Тампа Беј лајтнингси                     | Отава сенаторси                          | 4-0                                      |
| 2009   | Каролина харикенси *                     | Бостон бруинси                           | 4-3                                      |
| 2010   | Каролина харикенси                       | Бафало сејберси                          | 4-0                                      |
| 2011   | Бостон бруинси *                         | Њу Џерзи девилси                         | 4-3                                      |
| 2012   | Каролина харикенси                       | Њујорк ајлендерси                        | 4-2                                      |
| 2013   | Монтреал канадијанси                     | Торонто мејпл лифси                      | 4-1                                      |
| 2014   | Њујорк ајлендерси                        | Вашингтон капиталси                      | 4-2                                      |
| 2015   | Каролина харикенси                       | Њујорк ајлендерси                        | 4-1                                      |
| 2016   | Њујорк ајлендерси *                      | Тампа Беј лајтнингси                     | 4-3                                      |
| 2017   | Отава сенаторси                          | Вашингтон капиталси                      | 4-3                                      |

(звездица десно од имена шампиона означава освајача Стенли купа за ту годину)

## Кларенс Кемпбел конференција (од 1982. до 1993)
| Година | Шампион              | Финалиста            | Резултат |
| ------ | -------------------- | -------------------- | -------- |
| 1982   | Ванкувер канакси     | Чикаго блек хокси    | 4-1      |
| 1983   | Едмонтон ојлерси     | Чикаго блек хокси    | 4-0      |
| 1984   | Едмонтон ојлерси *   | Минесота норт старси | 4-0      |
| 1985   | Едмонтон ојлерси *   | Чикаго блек хокси    | 4-2      |
| 1986   | Калгари флејмси      | Сент Луис блуз       | 4-3      |
| 1987   | Едмонтон ојлерси *   | Детроит ред вингси   | 4-1      |
| 1988   | Едмонтон ојлерси *   | Детроит ред вингси   | 4-1      |
| 1989   | Калгари флејмси *    | Чикаго блекхокси     | 4-1      |
| 1990   | Едмонтон ојлерси *   | Чикаго блекхокси     | 4-2      |
| 1991   | Минесота норт старси | Едмонтон ојлерси     | 4-1      |
| 1992   | Чикаго блекхокси     | Едмонтон ојлерси     | 4-0      |
| 1993   | Лос Анђелес кингси   | Торонто мејпл лифси  | 4-3      |

(звездица десно од имена шампиона означава освајача Стенли купа за ту годину)

## Западна конференција (од 1994)
| Година | Шампион                                  | Финалиста                                | Резултат                                 |
| ------ | ---------------------------------------- | ---------------------------------------- | ---------------------------------------- |
| 1994   | Ванкувер канакси                         | Торонто мејпл лифси                      | 4-1                                      |
| 1995   | Детроит ред вингси                       | Чикаго блекхокси                         | 4-1                                      |
| 1996   | Колорадо аваланши *                      | Детроит ред вингси                       | 4-2                                      |
| 1997   | Детроит ред вингси *                     | Колорадо аваланши                        | 4-2                                      |
| 1998   | Детроит ред вингси *                     | Далас старси                             | 4-2                                      |
| 1999   | Далас старси *                           | Колорадо аваланши                        | 4-3                                      |
| 2000   | Далас старси                             | Колорадо аваланши                        | 4-3                                      |
| 2001   | Колорадо аваланши *                      | Сент Луис блуз                           | 4-1                                      |
| 2002   | Детроит ред вингси *                     | Колорадо аваланши                        | 4-3                                      |
| 2003   | Анахајм мајти дакси                      | Минесота вајлдси                         | 4-0                                      |
| 2004   | Калгари флејмси                          | Сан Хозе шаркси                          | 4-2                                      |
| 2005   | Сезона је отказана због локаута у НХЛ-у. | Сезона је отказана због локаута у НХЛ-у. | Сезона је отказана због локаута у НХЛ-у. |
| 2006   | Едмонтон ојлерси                         | Анахајм мајти дакси                      | 4-1                                      |
| 2007   | Анахајм дакси *                          | Детроит ред вингси                       | 4-2                                      |
| 2008   | Детроит ред вингси *                     | Далас старси                             | 4-2                                      |
| 2009   | Детроит ред вингси                       | Чикаго блекхокси                         | 4-1                                      |
| 2010   | Чикаго блекхокси *                       | Сан Хозе шаркси                          | 4-0                                      |
| 2011   | Ванкувер канакси                         | Сан Хозе шаркси                          | 4-1                                      |
| 2012   | Лос Анђелес кингси *                     | Финикс којотси                           | 4-1                                      |
| 2013   | Чикаго блекхокси *                       | Лос Анђелес кингси                       | 4-1                                      |
| 2014   | Лос Анђелес кингси *                     | Чикаго блекхокси                         | 4-3                                      |
| 2015   | Чикаго блекхокси *                       | Анахајм дакси                            | 4-3                                      |
| 2016   | Сан Хозе шаркси                          | Сент Луис блуз                           | 4-2                                      |
| 2017   |                                          |                                          |                                          |

(звездица десно од имена шампиона означава освајача Стенли купа за ту годину)